# هارولد درو
هارولد درو (بالإنجليزية: Harold Drew)‏ هو لاعب كرة قدم أمريكية أمريكي، ولد في 9 نوفمبر 1894 في داير بروك في الولايات المتحدة، وتوفي في 20 أكتوبر 1979.